# EnRoute (кредитная карта)
enRoute — закрытая в настоящее время кредитная карта, выпускавшаяся Air Canada по 1992 год, после чего авиакомпания продала подразделение кредитных карт компании Diners Club.
Первоначально карта использовалась только для расчётов в пределах Air Canada, но со временем она превратилась в более распространённую кредитную карту для путешествующих деловых людей и принималась для расчётов в гостиницах, ресторанах и других торгово-сервисных предприятиях. Карта предлагала такую функциональность, как детализация глубины транзакций и сортировка расходов по категориям.
В 1989 году enRoute стала первой кредитной картой, с которой её держатели стали вознаграждаться за свои покупки бонусными милями авиаперелётов.
В 1992 году Air Canada продала за 300 млн. кан. долл. карточный бизнес enRoute компании Diners Club. Это дало держателям enRoute доступ к существующей платёжной сети Diners Club, в которую в то время входило уже 2,1 млн. торговых точек, в то время как держатели карт Diners Club в Канаде смогли воспользоваться программой накопления миль авиаперелётов. В течение нескольких последующих лет после передачи бизнеса кредитные карты Diners Club выпускались в Канаде как «Diners Club / enRoute».

## Печатное издание
На сегодня название enRoute осталось у ежемесячно выходящего журнала, распространяемого канадскими авиакомпаниями среди пассажиров в полёте. В 2016 году тираж издания составил 116 244 экземпляров.